# Райдер (садовый трактор)

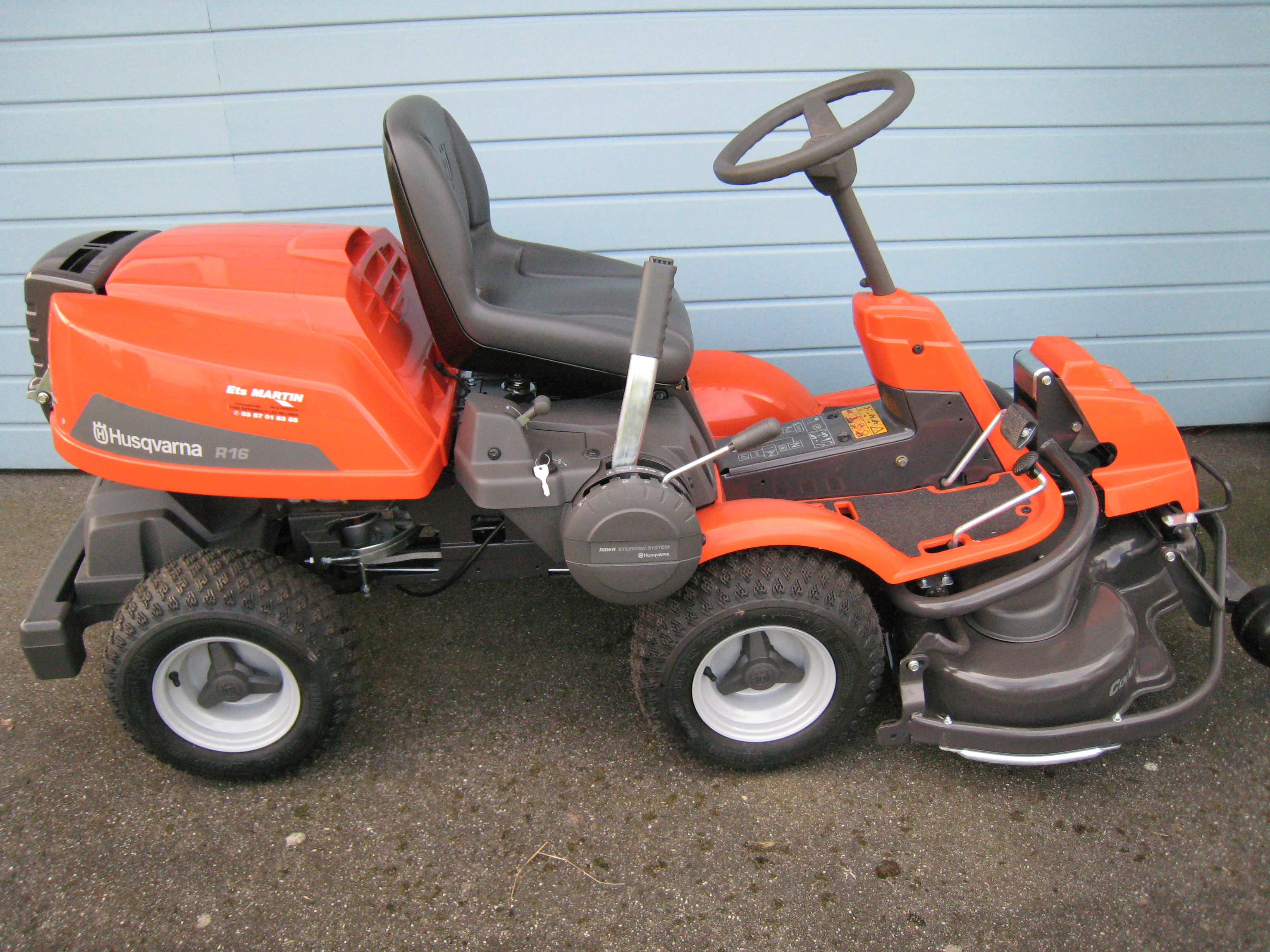
Садовый трактор с декой для кошения травы, располагающейся спереди

Райдер (от англ. ride — поездка, ехать) — садовый трактор, разновидность садовой машины для использования, в том числе, в качестве газонокосилки. Как правило работает на бензиновом атмосферном (без наддува) четырехтактном двигателе. Специальная конструкция трактора позволяет совершать разворот при минимальном радиусе. Благодаря универсальной системе подключения навесного оборудования, может быть переоборудован в уборочную машину, для уборки листвы, снега и т. д.
Райдер имеет принципиальное отличие от минитрактора в том, что двигатель у райдера располагается сзади, и как правило под сиденьем водителя.